# ابن میاده
ابن مَیّاده (۶۹۴-۷۶۶م) (نسب:ابو شُرَحْبیل رمّاح بن أبرد) شاعر عرب بود. او را شاعر مدح و غزل می‌دانند. اشعارش را حنا جمیل حداد جمع‌آوری کرده و در ۱۹۸۲ در دمشق به چاپ رسانده است؛ و مقدمه‌ای کامل بر آن نوشته است.